# 大庭村 (兵庫県)
大庭村（おおばむら）は、兵庫県美方郡にあった村。現在の新温泉町中心部の南東一帯にあたる。

## 地理
- 山岳：蓮台山、久斗山、三成山
- 河川：岸田川、久斗川

## 歴史
- 1889年（明治22年）4月1日 - 町村制の施行により、二方郡用土村・古市村・新市村・七釜村・栃谷村・三谷村・戸田村・二日市村・福富村・対田村・久谷村・高末村・正法庵村・辺地村・藤尾村・境村の区域をもって発足。
- 1896年（明治29年）4月1日 - 所属郡が美方郡に変更。
- 1912年（大正元年）10月1日 - 城崎郡長井村の一部（大字久斗山村）を編入。
- 1954年（昭和29年）10月1日 - 浜坂町・西浜村と合併し、改めて浜坂町が発足。同日大庭村廃止。

## 交通

### 鉄道路線
- 日本国有鉄道
  - 山陰本線
    - 久谷駅

### 道路
- 国道178号